# Irrisor à bec noir
Phoeniculus somaliensis
Espèce
Synonymes
- Irrisor somaliensis Ogilvie-Grant, 1901
(protonyme)

Statut de conservation UICN

 LC  : Préoccupation mineure
L'Irrisor à bec noir (Phoeniculus somaliensis) est une espèce d'oiseaux de la famille des Phoeniculidae.

## Répartition
Son aire s'étend à travers la corne de l'Afrique.